# Францішек Бьом
Францішек Бьом, також Франц Бем (пол. Franciszek Boehm, нім. Franz Boehm; 3 жовтня 1880, Болешин, — 13 лютого 1945, Дахау) — німецько-польський пресвітер, парох Кельнської архидієцезії, противник націонал-соціалістичної ідеології та мученик Католицької Церкви.

## Біографія
Францішек Бьом народився в Західній Пруссії, яка зараз знаходиться в польському регіоні Вармінсько-Мазурського воєводства. Походив із родини німецько-польського походження. Його батьки були вчителями під час Культуркампфа Отто фон Бісмарка, тому сім'я була змушена переїхати до Рейнської області в 1893 році за офіційним наказом. Францішек Бьом закінчив середню школу в Менхенгладбаху. Після філософсько-богословських студій у Бонні він був висвячений на священика в архієпархії Кельна в 1906 році. На своїх трьох посадах капелана в Рурський регіон він також був активним у польському душпастирстві, оскільки володів польською мовою. У 1917 році він отримав своє перше призначення парафіяльним священиком у церкві Св. Катарини в Дюссельдорфі. Францішек Бьом проповідував проти націонал-соціалізму в різних місцях між 1923 і 1944 роками, через що йому довелося зазнати багатьох репресій. Під час нацистського режиму постійно конфліктував з владою. У 1944 році був заарештований і вивезений до концтабору Дахау, де помер у лютому 1945 року.